# Донецкий дельфинарий

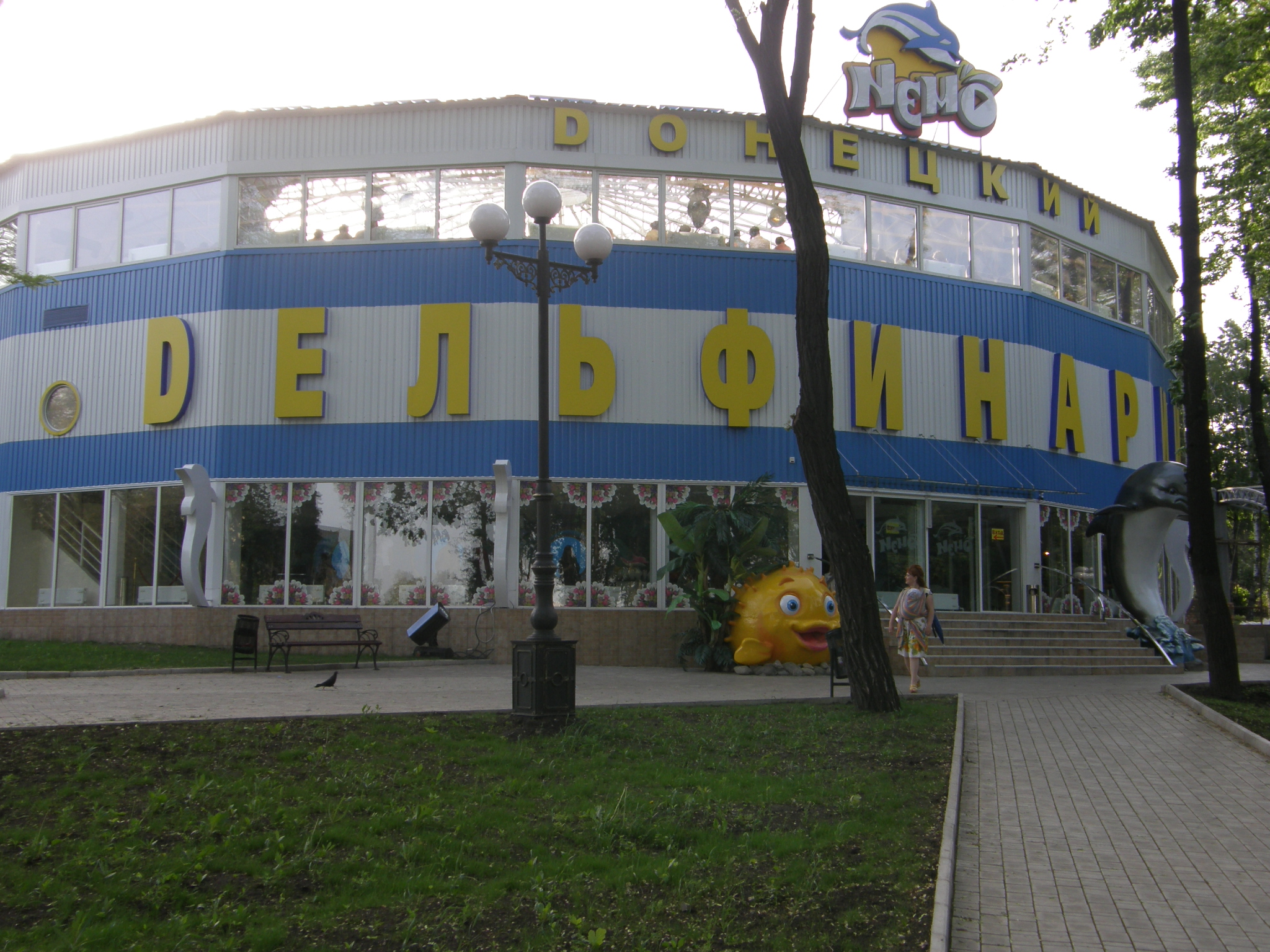
Донецкий дельфинарий

Донецкий городской дельфинарий «Немо» (укр. Донецький міський дельфінарій «Немо») — расположен в парке Щербакова города Донецка. Был открыт 19 декабря 2009 года, работает круглогодично. Входит в состав национальной сети культурно-оздоровительных комплексов «Немо», которая насчитывает 5 дельфинариев в Бердянске, Донецке, Киеве, Одессе и Харькове. Донецкий городской дельфинарий объединил в себе дельфинарий, океанариум и центр дельфинотерапии.
Среди основных задач дельфинария — пропаганда природоохранных идей, популяризация знаний о морских млекопитающих. Представления с участием черноморских дельфинов-афалин , южноамериканских морских котиков и южного морского льва проводятся ежедневно, три раза в день. Кроме спектаклей в донецком дельфинарии «Немо» есть возможность купания и дайвинга с дельфинами. Также проводятся сеансы дельфинотерапии, которые являются эффективным методом безмедикаментозного оздоровления и реабилитации детей с функциональными ограничениями.
В августе 2014 года в связи с нарастанием вооружённого конфликта в Донбассе Донецкий городской дельфинарий «Немо» прекратил приём посетителей и перевёз двух дельфинов и двух морских котиков в Харьковский дельфинарий.
В ночь на 24 ноября 2016 произошел пожар, по версии правительства самопровозглашённой ДНР, произошло короткое замыкание.